# سرجیو رویتمن
 سرجیو رویتمن (انگلیسی: Sergio Roitman؛ زادهٔ ۱۶ مهٔ ۱۹۷۹) یک تنیس‌باز اهل آرژانتین است.